# Ritmo (Bad Boys for Life)
«Ritmo (Bad Boys for Life)» es un sencillo del grupo estadounidense The Black Eyed Peas y el reggaetonero colombiano J Balvin. Se lanzó el 11 de octubre de 2019 y se incluyó en la banda sonora de la película Bad Boys for Life.
La canción se destaca por contener un sample de la canción «The Rhythm of the Night» del grupo italiano de eurodance Corona, el cual predomina en la mayor parte de la canción.
Jaden Smith lanzó además un remix de la canción el 17 de enero de 2020.

## Video musical
El video musical fue lanzado en YouTube el 11 de octubre de 2019 en el canal oficial de The Black Eyed Peas
En una de las partes del vídeo aparece el dueto filipino-canadiense Lucky Aces, también conocido por protagonizar el vídeo musical del sencillo "Easy love" de Sigala.

## Lista de canciones
| Sencillo |                             |          |  |
| N.º      | Título                      | Duración |  |
| 1.       | «Ritmo (Bad Boys for Life)» | 3:41     |  |

| Sencillo Europa |                             |          |  |
| N.º             | Título                      | Duración |  |
| 1.              | «Ritmo (Bad Boys for Life)» | 3:41     |  |

## Posicionamiento en listas

### Semanales
| Lista (2019-2020)                    | Mejor posición |
| ------------------------------------ | -------------- |
| Argentina (Argentina Hot 100)        | 2              |
| Australia (ARIA)                     | 100            |
| Austria (Ö3 Austria Top 40)          | 67             |
| Bélgica (Flandes) (Ultratop 50)      | 39             |
| Bélgica (Valonia) (Ultratop 50)      | 41             |
| Bolivia (Monitor Latino)             | 4              |
| Chile (Monitor Latino)               | 5              |
| CIS (Tophit)                         | 62             |
| Colombia (National Report)           | 1              |
| Colombia (Monitor Latino)            | 2              |
| Ecuador (National Report)            | 5              |
| Ecuador (Monitor Latino)             | 5              |
| El Salvador (Monitor Latino)         | 1              |
| Francia (SNEP)                       | 10             |
| Alemania (Media Control AG)          | 24             |
| Guatemala (Monitor Latino)           | 7              |
| Honduras (Monitor Latino)            | 3              |
| Irlanda (IRMA)                       | 53             |
| Italia (FIMI)                        | 3              |
| Lituania (AGATA)                     | 28             |
| Países Bajos (Mega Single Top 100)   | 72             |
| Nicaragua (Monitor Latino)           | 10             |
| Panamá (Monitor Latino)              | 4              |
| Paraguay (Monitor Latino)            | 3              |
| Paraguay (SGP)                       | 2              |
| Perú (Monitor Latino)                | 4              |
| Polonia (Polish Airplay Top 100)     | 11             |
| Puerto Rico (Monitor Latino)         | 15             |
| Eslovaquia (Singles Digitál Top 100) | 64             |
| España (PROMUSICAE)                  | 2              |
| Suecia (Sverigetopplistan)           | 72             |
| Suiza (Schweizer Hitparade)          | 6              |
| Uruguay (Monitor Latino)             | 3              |
| Venezuela (Monitor Latino)           | 2              |

### Listas de fin de año
| Lista (2019)                                          | Posición |
| ----------------------------------------------------- | -------- |
| Italia (FIMI)                                         | 93       |
| Estados Unidos Hot Dance/Electronic Songs (Billboard) | 74       |

## Certificaciones
| País                | Certificación | Ventas |
| ------------------- | ------------- | ------ |
| Italia (FIMI)       | Platino       | 50 000 |
| México (AMPROFOM)   | Platino Oro   | 90 000 |
| España (PROMUSICAE) | Platino       | 40 000 |